# Liste öffentlicher Bücherschränke im Landkreis Konstanz
In der Liste öffentlicher Bücherschränke im Landkreis Konstanz sind öffentliche Bücherschränke für Orte, die zum Landkreis Konstanz in Baden-Württemberg gehören, aufgeführt. Sie ist primär nach Orten sortiert, unabhängig davon, ob es sich um Ortsteile, Gemeinden oder Städte handelt. Der Artikel ist Teil der übergeordneten Liste öffentlicher Bücherschränke in Baden-Württemberg. Ein öffentlicher Bücherschrank ist ein Schrank oder schrankähnlicher Aufbewahrungsort mit Büchern, der dazu dient, Bücher kostenlos, anonym und ohne jegliche Formalitäten zum Tausch oder zur Mitnahme anzubieten. Die Liste erhebt keinen Anspruch auf Vollständigkeit.

## Öffentliche Bücherschränke im Landkreis Konstanz
Derzeit sind im Landkreis Konstanz 13 öffentliche Bücherschränke erfasst (Stand: 17. April 2025):
| Bild | Ausführung        | Ort                   | Seit         | Anmerkung | Geokoordinaten            |
| ---- | ----------------- | --------------------- | ------------ | --- | ------------------------- |
|      | Bücherschränkchen | Allensbach-Hegne      | 1. Nov. 2020 | | ⊙ Zur Halde 5             |
|      | Bücherschrank     | Gailingen             |              | Öffentlicher Bücherschrank Gailingen | ⊙ Kronenbrunnen           |
|      | Bücherkiste       | Konstanz-Allmannsdorf |              | Bücherkiste beim Quartiersladen Allmannsdorf | ⊙ Mainaustraße 166        |
|      | Bücherregal       | Konstanz-Altstadt     |              | Offener Bücherschrank, kleines Regal im Eingangsbereich des Amtsgebäudes | ⊙ Untere Laube 24         |
|      | Bücherregal       | Konstanz-Altstadt     |              | Offene Freiluft-Bibliothek am Kulturbüro Konstanz, im Mai 2019 ist das ein alter Holzschrank im Eingangsbereich des Amtsgebäudes                                                                       | ⊙ Wessenbergstraße 39/39a |
|      | Bücherregal       | Konstanz-Dingelsdorf  |              | Bücherregal in der Bushaltestelle | ⊙ Thingoltstraße 12B      |
|      | Bücherschrank     | Konstanz-Egg          |              | Bücherschrank vor der Mensa der Universität Konstanz | ⊙ Universitätsstraße 10   |
|      | Bücherhütte       | Konstanz-Egg          |              | Bücherregal am Spielplatz | ⊙ Flurweg 7               |
|      | Bücherregal       | Konstanz-Paradies     | 2010         | Im Vorhof des FAIRKAUFs | ⊙ Gartenstraße 48         |
|      | Bücherschrank     | Konstanz-Wollmatingen | Sep. 2021    | Auf dem Schulhof der Grundschule Wollmatingen. Erbaut und aufgestellt durch den Förderverein der Grundschule Wollmatingen e. V. Das Regal ist lediglich für Kinder der Schule und nur für Kinderbücher | ⊙ Radolfzeller Straße 14  |
|      | Bücherregal       | Ludwigshafen          |              | Offener Bücherschrank; Häfler Book Shelf, aufgestellt vom Touristik-Förderverein Ludwigshafen | ⊙ Parkstraße 4            |
|      | Bücherregal       | Mühlingen             |              | Offenes „Bücher-Tausch-Regal“ im Foyer des Rathauses; nur während der Öffnungszeiten zugänglich. | ⊙ Im Göhren 2             |
|      | Bücherschrank     | Wangen am See         |              | | ⊙ Seeweg 37               |

## Statistik
Zu einem Vergleich mit den anderen Land- und Stadtkreisen Baden-Württembergs sowie zum Landesdurchschnitt siehe die Statistik öffentlicher Bücherschränke in Baden-Württemberg.

## Sonstiges
| Bild             | Ausführung  | Ort               | Seit | Anmerkung | Geokoordinaten |
| ---------------- | ----------- | ----------------- | ---- | --- | -------------- |
| (weitere Bilder) | Bücherkiste | Konstanz-Altstadt |      | Lesebank der Stadtbibliothek Konstanz. Die Bücherkiste auf der Lesebank ist kein öffentlicher Bücherschrank. Nach der Lektüre wird das entnommene Buch wieder zurück in die Bücherkiste gelegt und mitgebrachte Bücher dürfen der Bücherkiste nicht beigefügt werden. Geöffnet von Ostern bis Ende Oktober. | ⊙ Fischmarkt 2 |